# Entra en mi vida
Entra En Mi Vida es el tercer álbum de estudio del grupo mexicano, Dinora y La Juventud. Fue lanzado el 20 de agosto de 2002 bajo la discográfica Platino Records. El nombre del álbum lo da un tema que el grupo interpretó para este y mismo de la inspiración del argentino, Noel Schajris.

## Listado de canciones
| N.º | Título                                    | Escritor(es)                                        | Duración |  |
| 1.  | «Quién Eres Tú» (Love Will Lead You Back) | Diane Warren                                        | 3:39     |  |
| 2.  | «Qué Duro Es»                             | Gilbert García                                      | 3:11     |  |
| 3.  | «Me Llamas»                               | Juan Arturo Gutiérrez Huerta                        | 3:10     |  |
| 4.  | «Entra En Mi Vida»                        | Noel Schajris                                       | 3:36     |  |
| 5.  | «Cómo Olvidarte»                          | Rodolfo Vázquez                                     | 3:20     |  |
| 6.  | «Mi Chuntarito»                           | José Guadalupe Escamilla Alanis                     | 2:36     |  |
| 7.  | «A Que No Le Cuentas»                     | Alejandro Vezzani • L.B. Wilde                      | 3:50     |  |
| 8.  | «Lo Voy a Dividir»                        | Roberto Livi                                        | 3:14     |  |
| 9.  | «Qué Bueno»                               | José Luis Sandoval                                  | 3:41     |  |
| 10. | «Esta Cobardía»                           | Francisco Martínez Moncada • Franciso Cepero García | 3:07     |  |